# Gmina Fairbank

Położenie Gminy Fairbank w hrabstwie Buchanan

Gmina Fairbank (ang. Fairbank Township) – gmina w USA, w stanie Iowa, w hrabstwie Buchanan. Według danych z 2000 roku gmina miała 1774 mieszkańców.